# Picavus
Picavus je dávno vyhynulý rod ptáka z řádu šplhavců (Piciformes, například dnešní datel). 

## Popis
Žil na území dnešní České republiky (moravské Litenčice) v období třetihorního oligocénu (geologický stupeň/věk rupel, asi před 30 miliony let). Je znám pouze jeden druh, P. litencicensis, formálně popsaný paleontology Geraldem Mayrem a Růženou Gregorovou v roce 2012. Byla objevena poměrně dobře zachovaná postkraniální kostra včetně fosilních otisků původního opeření. Picavus byl malý pták o rozpětí křídel zhruba do 15 cm.